# Парижская коммуна (газотурбоход)
«Парижская Коммуна» — первый газотурбоход в торговом флоте СССР, многоцелевой сухогруз-твиндекер из серии «Ленинский Комсомол» проекта 567К и последнее из судов этой серии, первое судно с винтом регулируемого шага (ВРШ) в торговом флоте СССР. Это был самый крупный в мире газотурбоход на момент спуска на воду.

## Тактико технические данные и история судна[1][2].
Судно было построено на Херсонском судостроительном заводе. Проектант судна — ЦКБ «Черноморсудопроект» (Николаев). Проект: 567К, тип Ленинский комсомол.

Строительный №:	1219

Место постройки: Херсонский ССЗ (ССЗ №873) СССР Херсон

Приписка:	Одесса  СССР

Владелец и оператор: Балтийское морское пароходство, а затем, где-то год спустя, Черноморское морское пароходство ММФ СССР.

Позывной:	UTKX

IMO: 6612001

Регистровый №: М-28034

Регистр: РСССР

Формула класса:	КМ(*)Л3[1]
Основные размерения (длина, ширина, осадка, высота борта) взяты из источника, в котором они и возможно указаны приблизительно исходя из размерений первого серийного судна.

Длина наибольшая - 169,9 м

Ширина - 21,8 м

Высота борта - 12,9 м

Осадка - 9,7 м
Водоизмещение – 22 225 т

Грузоподъемность - 13 270 т

Валовая вместимость: 11237 т

Дедвейт: 16185 т

Вместимость трюмов: 19150 м³ (киповая), 22545 м³ (насыпью).
Текущее состояние: Разрезано (утилизировано).

### СЭУ
Проектант газотурбинной установки ГТУ-20 — Кировский завод в Ленинграде. Газотурбинная установка ГТУ-20 была спроектирована и построена на Кировском заводе в Ленинграде. Так как хотели достичь наилучших результатов в скорости, то решили установить ГТУ-20 на судно с самими лучшими обводами корпуса. В СССР такими были суда серии «Ленинский Комсомол».
При тесном сотрудничестве ЦНИИМФа (Центральный научно-исследовательский институт морского флота) со специалистами судостроительных заводов для ММФ СССР было спроектировано и построено сухогрузное судно «Парижская Коммуна», дедвейтом 16185 тонн, со скоростью 19 узлов, с самой мощной в то время в мире газотурбинной установкой мощностью 9,5 Мвт и винтом регулируемого шага (ВРШ). Однако, в дальнейшем указывали скорость 18,5 узла. Скорость в балласте - 20,4 узла (указана в документах).
Судно, спущенное на воду 23 октября 1965 года, весной 1966-го проходило первые наладочные испытания в Черном море. Установка работала на дизельном топливе. Длившийся около трех лет процесс наладочных и сдаточных испытаний, а также доводки турбовинтового комплекса проходил на одном экземпляре ГТУ, с которой судно и было сдано в эксплуатацию. За время испытаний при этом судно прошло около 5000 миль, а ГТУ-20 проработала около 1500 часов. В течение 100 часов во время сдаточных ходовых испытаний ГТУ-20 успешно проработала на моторном топливе без ввода антиванадиевой присадки. Примечательно, что дымление при этом было меньше, чем при сжигании дизельного топлива.
К сожалению, в дальнейшем установка работала только на дизельном топливе, хотя в 1978 г. уже производилось газотурбинное топливо, сжигание которого в ГТУ-20 не вызывало никаких трудностей.
«Парижская Коммуна» - это первое построенное в СССР торговое судно с винтом регулируемого шага.  Однако, со временем пришлось ограничить функцию винта регулируемого шага, используя его отчасти как обычный винт. Такое было и с судами построенными в 1970-х годах. Примером может служить построенный во Франции для Черноморского морского пароходства ро-ро "Академик Туполев", на котором во время манёвров не рисковали и ограничивали градус разворота лопастей винтом регулируемого шага, а на ходу и вообще винт использовали как обычный. Среди моряков, работавших на турбоходах серии «Ленинский Комсомол» поговаривали, что при очередном ремонте на газотурбоходе «Парижская Коммуна» заменили винт регулируемого шага на обычный винт. Это вполне возможно, так как в основном это судно вспоминают как первый в торговом флоте СССР газотурбоход и часто помалчивают о его винте регулируемого шага. К тому же, работая первое время в направлении Балтика газотурбоход мог повредить винт в ледовых условиях. Это часто происходило с судами с ВРШ.

## История
- Заложен 25 июня 1964 года[1].
- Спущен на воду в декабре 1965 года, по другим сведениям 23 октября 1965 года и в течение трех лет, проходило наладочные и затем сдаточные испытания[1][2].
- 17 декабря 1968 года был сдан в эксплуатацию первый советский газотурбоход «Парижская Коммуна», вошедший в состав Черноморского морского пароходства[2] (отв. сдатчик Крыжановский Е. Д.)[1].
- В первый год эксплуатации газотурбоход благополучно завершил 9 рейсов, прошел 41120 миль, работал в различных климатических условиях. Судно посетило порты Кубы, Канады, Мексики. Простоев по техническим причинам не было[2][3]. В дальнейшем — эксплуатировалось в Черноморском морском пароходстве (ЧМП) — первоначально судно планировали отдать на Балтику и спустя где-то год газотурбоход отдали Черноморскому морскому пароходству, видимо из-за трудностей в использовании винта регулируемого шага в ледовых условиях.
- За все время эксплуатации «Парижская Коммуна» давала государству определённый доход, хотя цена на дизельное топливо с середины 1970 года возросла почти в 2 раза, а расход топлива для установки был повышенный. Так как ГТУ-20 была построена в одном экземпляре, запасные части на Кировском заводе изготовлялись только после их заказа, то есть с задержкой. Поэтому эксплуатационный период в среднем был меньше, чем у аналогичных сухогрузных судов с другими типами двигателей[2].
- В июне 1991 года, в связи с распадом СССР и начавшейся дезорганизацией Черноморского морского пароходства, сухогруз «Парижская Коммуна», как и многие другие суда ЧМП, был продан и отправлен за границу для перегона, чтобы затем разрезать его на металлолом. Для этого судно было переименовано в «Pariz», номер ИМО (IMO) 6612001, флаг после продажи неизвестен[1][2].
- Сухогруз разделали в Алиаге, Турция, в 1992 году. «Парижской Коммуне» на тот момент было 23 года. Обычный, приемлемый срок службы сухогрузных судов в 1990-х годах считался до 25 лет[1][2].